# От-Санага
От-Санага (фр. Haute-Sanaga) — один из 10 департаментов Центрального региона Камеруна. Находится в восточной части региона, занимая площадь в 11 854 км².
Административным центром департамента является город Нанга-Эбоко (фр. Nanga-Eboko). Граничит с департаментами: Лом и Джерем (на северо-востоке и востоке), Мбам и Ким (на юге и западе), Лекье (на юго-западе), Мефу и Афамба (на юге), Ньонг и Мфуму (на юге) и О-Ньонг (на юго-востоке).

Департамент От-Санага на карте Центрального региона

## Административное деление
Департамент От-Санага подразделяется на 7 коммун:
1. Бибеи (фр. Bibey)
2. Лембе-Йезум (фр. Lembe-Yezoum)
3. Мбанджок (фр. Mbandjock)
4. Минта (фр. Minta)
5. Нанга-Эбоко (фр. Nanga-Eboko)
6. Нкотан (фр. Nkoteng)
7. Нсем (фр. Nsem)